# Sialis fuliginosa
Żylenica pospolita (Sialis fuliginosa) – gatunek wielkoskrzydłego z rodziny żylenicowatych.
Owad dorosły o czarnej barwie ze złotopomarańczowymi kreskami i kropkami na głowie. Skrzydła ma z czarniawo-brązowym podbarwieniem i ciemną nasadą kosty. Liczba żyłek kostalnych wynosi od 12 do 15. W szczytowej części skrzydła żyłki poprzeczne są ułożone nieszeregowo.
Larwy występują w górskich potokach, a dorosłe spotyka się w pobliżu tych wód.